# بوآریکی (تابیتیویا)
بوآریکی (به لاتین: Buariki) یک منطقهٔ مسکونی در کیریباتی است که در جزایر گیلبرت واقع شده‌است. بوآریکی ۱٫۰ کیلومتر مربع مساحت و ۴۸۲ نفر جمعیت دارد و ۱ متر بالاتر از سطح دریا واقع شده‌است.